# Zeidae
Zonnevissen (Zeidae, genoemd naar Zeus) is een familie van grote zeevissen. Ze worden aangetroffen in de Atlantische Oceaan, Indische Oceaan en Grote Oceaan. Tot deze familie behoren slechts zes soorten in twee geslachten. Alle soorten zijn van commercieel belang van de visserij en sommige, zoals Zeus faber, ook wel Saint Pierre of Sint Petrusvis genoemd (Engels 'John Dory'), zijn ook populair als aquariumvis. Over het algemeen worden de vissen aangetroffen in de diepzee.

## Uiterlijke kenmerken

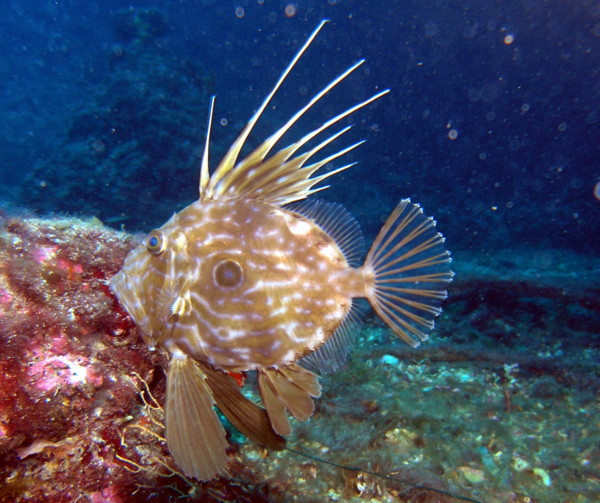
Zeus faber, ook wel: zonnevis of Sint Petrusvis

Alle zonnevissen hebben een schijfvormig lijf. De kop is groot en concaaf. Ze hebben ook een grote bek, die in het geslacht Zenopsis naar boven gericht is. De kaken zijn groot en uitstrekbaar. De grote ogen liggen aan de bovenkant van de kop. Verder is er een bult achterop, die zich net achter de ogen bevindt. De rugvin bevat tien stralen die naar achteren toe kleiner worden. De borstvinnen hebben geen stralen en zijn langgerekt en de vissen hebben kleine, korte en ronde buikvinnen. Het lijf lijkt naakt te zijn, waarbij eventueel aanwezige schubben minuscuul zijn. Over het algemeen hebben de vissen een zilverachtige kleur, waarbij jongere vissen enkele donkere vlekken hebben.

## Leefgebied
De vissen worden aangetroffen op dieptes vanaf 50 tot 800 meter, bij voorkeur in modderachtige omstandigheden dicht bij de kust. Sommige vissen vormen kleine en onsamenhangende scholen, zoals de Zenopsis conchifera, terwijl andere soorten solitair leven buiten de paartijd.
Grote haaien, zoals de Carcharhinus obscurus en andere Requiemhaaien jagen op soorten uit deze familie

## Geslachten
- Zenopsis Gill, 1862
- Zeus Linnaeus, 1758

## Referentie
- (en) Zeidae. FishBase. Ed. Rainer Froese and Daniel Pauly. March 2005 version. N.p.: FishBase, 2005.